# Фондација
Фондација (лат. fundatio) значи оснивање, утемељење нечег новог. Означава и установу која је основана ради дугорочних циљева као јавно добро. То је правни термин који се односи на непрофитну организацију која обезбеђује фондове или подршку другим организацијама, или обезбеђује извор средстава за сопствене активности.

## Речник социјалног рада
Фондација је невладина, непрофитна организација са средствима која обезбеђују донатори и сопственом управом, уз приход који се троши у друштвено корисне сврхе.
Фондације служе дистрибуцији приватних фондова намењених у јавне сврхе (образовање, међународни односи, здравље, истраживање, хуманитарне активности и религија).
Разликују се независне фондације (породичне или приватне), јавне фондације, фондације компанија и оперативне фондације (успостављене како би се спровело одређено истраживање).

## Фондација у српском праву
Закон о задужбинама, фондацијама и фондовима Србије из 1989. године дефинише фондацију као посебну установу приватног права коју оснивају правна лица у друштвеној својини (дакле, различита друштвена предузећа), с тим да може постати и својински мешовита ако јој, по оснивању, приступе физичка или правна лица са приватном својином.
Исти закон дефинише и задужбине као правну категорију које се од фондације разликује једино по личности оснивача.